# Inula hissarica
Inula hissarica là một loài thực vật có hoa trong họ Cúc. Loài này được R.M.Nabiev mô tả khoa học đầu tiên năm 1990.